# República de Papúa Occidental
La República de Papúa Occidental es el nombre dado al Estado propuesto y reivindicado por el movimiento separatista papuano OPM. Este movimiento reclama la soberanía para el pueblo de Nueva Guinea Occidental, integrando a las provincias indonesias de Papúa y Papúa Occidental. La capital sería Jayapura, capital de la actual provincia de Papúa, próxima a la frontera con Papúa Nueva Guinea.

## Historia
La República de Papúa Occidental, entonces denominada Papúa Occidental, declaró su independencia el 1 de diciembre de 1961, durante la reunión del primer congreso papuano, aún bajo soberanía neerlandesa. Después de la retirada de los Países Bajos, el territorio fue administrado provisionalmente por un organismo de las Naciones Unidas, la United Nations Executive Authority (UNTEA, en español: Autoridad Ejecutiva de las Naciones Unidas), hasta que Robert F. Kennedy negociara su cesión a Indonesia por los Acuerdos de Nueva York en 1962.
A instancia de los Países Bajos, los artículos 15, 16, 17 y 18 del acuerdo preveían un Act of Free Choice (Acta de Libre Elección), que preservaba el derecho de autodeterminación de los pueblos papuanos de Papúa Occidental. Para cumplir con ese requisito, el gobierno de Indonesia organizó en 1969 un controvertido plebiscito (a menudo llamado también Act of Free Choice) que sólo consultó a 1024 jefes tribales seleccionados por las autoridades indonesias cuyo voto fuera público y del cual hay denuncias de extorsión de parte de las autoridades. Dada la unanimidad de los votos se determinó la administración indonesia del territorio, violando el inciso d del artículo 18 del acuerdo donde aclara que el mismo sufragio ha de incluir: "La elegibilidad de todos los adultos, hombres y mujeres no extranjeros, de participar en el acto de autodeterminación que se llevará a cabo conforme con la práctica internacional, quienes sean residentes en el momento de la firma del presente Acuerdo, incluidos aquellos residentes que hayan emigrado después de 1945 y quienes regresaron al territorio para reanudar su residencia después de la finalización de la administración neerlandesa."
En respuesta, el 1 de julio de 1971, los líderes del OPM, Oom Nicolas Jouwe, Seth Jafeth Roemkorem y Jacob Hendrik Prai proclamaron la República de Papúa Occidental y redactaron un proyecto de constitución. Las divergencias estratégicas entre Roemkorem y Prai provocaron la división de OPM en dos facciones, lo que debilitó el movimiento independentista. 
El 14 de diciembre de 1984 fue proclamada en Jayapura la República de la Gran Melanesia, cuya bandera tenía 14 estrellas. Ningún estado apoyó la iniciativa, y sus líderes fueron arrestados por las autoridades indonesias.
El ideólogo y proclamador de la Gran Melanesia, Dr. Thomas Wapai Waiggai, fue sentenciado a 20 años de cárcel, compartiendo celda con el líder timorense del Fretilin Kay Rala Xanana Gusmão, primer presidente y luego primer ministro de Timor Oriental. Thomas Wapai murió a los dos años, creyéndose que fue envenenado.
El 15 de octubre de 2008, se creó en el Parlamento británico el grupo "Parlamentarios Internacionales para Papúa Occidental" IPWP (International Parliamentarians for West Papua), cuyo propósito es ganar apoyo internacional para que se reconozca el derecho de autodeterminación de los pueblos de Papúa Occidental. IPWP fue creado a iniciativa del activista independentista Benny Wenda (refugiado político en el Reino Unido), y de los miembros del Parlamento británico Andrew Smith y Lord Harries. Incorpora a personalidades parlamentarias del Reino Unido, Países Bajos, Australia, Vanuatu, Papúa Nueva Guinea y Estados Unidos.
En la actualidad, la práctica totalidad de los movimientos independentistas papuanos denuncian que el plebiscito organizado por Indonesia en 1969 fue ilegítimo y reclaman la realización de un nuevo plebiscito, así como también denuncian múltiples violaciones a los derechos humanos contra los nativos de forma sistemática de parte de las fuerzas militares de Indonesia, en lo que ellos entienden es un genocidio teniendo como fin una limpieza étnica.